# Gerics Pál
Gerics Pál (Kéthely, 1792. január 18. – Keszthely, 1868. október 27.) magyar sebész, állatorvos, pedagógus, mezőgazdasági szakíró, a keszthelyi Georgikon tanára, majd archon-ja (igazgatója).

## Élete
A Somogy vármegyei Kéthelyen született az ignobilis Gerics Jakab és Nagy Borbála gyermekeként. Tanulmányait a keszthelyi premontrei líceumban végezte el 1809-ben. Apja kívánságának megfelelően eredetileg papnak készült, de gr. Festetics György meghívására – első éves papnövendékként – annak szolgálatába lépett. 1813 és 1818 között a Pesti Egyetem orvostudományi karán tanult. 1818-tól 1819-ig fizikát és állatgyógyászatot oktatott a Georgikonban. 1819-től a bécsi Polytechnisches Institut hallgatója volt. Magyar anyanyelvén kívül beszélt latinul, németül és franciául, külföldi útja során az angolt is elsajátította.
Az elhunyt gróf fia, Festetics László megbízásából Gerics ötéves szakmai tanulmányutat tett Nyugat-Európába 1820 és 1825 között, párhuzamosan egy másik georgikoni tanárral, Lehrmann Józseffel. Utazása során eljutott a német fejedelemségekbe, Egyesült Németalföldbe, Angliába, Franciaországba és az észak-itáliai államokba. Tanulmányútjának célja kapcsolatfelvétel volt különböző intézményekkel, tudósokkal, kereskedőkkel és gazdasági szakemberekkel, valamint piackeresés a Festetics-birtokokon termelt és exportált gyapjú számára. Magyar nyelvű jelentései a keszthelyi Georgikon vezetésének (Directio) számára értékes gazdaságtörténeti, szaknyelvészeti, szociográfiai és mentalitástörténeti kordokumentum. Levelei mellé számos küldeményt (növénymagok, új eljárási módszerek rajzai, eszközök, szakkönyvek stb.) is csatolt.
Hazatérte után, 1825-től egészen a Georgikon bezárásáig az állatgyógyászat, technológia, természettan, fiziognómia és ásványtan tanára volt. Egy időben az iskola elöljárója (archon) volt. 1847 és 1848 között a keszthelyi központi törvény- és gazdasági kormányszék előadó ülnöke is volt. A forradalom kitörése és a Georgikon megszűnte után visszavonult.